# 宮下浩司
宮下 浩司（みやした こうじ、1977年8月24日 - ）は、日本のギタリスト、作詞家、作曲家。血液型はB型。東京都出身。
JINDOUのメンバーで、アミューズに所属。2005年に解散後、音楽活動と並行して楽曲提供を行っている。2011年4月からフジテレビ系列の『ドラマチックサンデー』で放送された『マルモのおきて』の主題歌「マル・マル・モリ・モリ!」の作詞・作曲・編曲を担当したことで一躍脚光を浴びた。
兄はJINDOUでボーカルを担当していた宮下昌也。

## 提供作品
APOKALIPPPS
- 「アポカリリリリ」（編曲）
- 「HOBO HOBO PERFECT WOMAN」（編曲）

アリスプロジェクト
- アーマーガールズ
  - 「鋼鉄愛(あいあんあい)」（作曲）
  - 「A!chu! A!chu!↑」（作曲）
  - 「騎士になるのだっ!」（作曲）

- アリス十番
  - 「アリスのロッキン・ホラー・ショー」（作曲）
  - 「最強☆サマー」（編曲）
  - 「スケルトンスカイ」（作曲）
  - 「ハピ☆バデ」（編曲）
  - 「believe road」（作曲）
  - 「FLY HIGH !!!!!!!」（作曲・編曲）

- OZ
  - 「OVER THE RAINBOW」（編曲）

- 仮面女子
  - 「天地 -AMATSUCHI-」（作曲・編曲）
  - 「アリス・イン・アンダーグラウンド」（作曲・編曲）
  - 「LOVE is ALL」（作曲・編曲）

- ゲームガールズ
  - 「For share play」（作曲・編曲）

- スチームガールズ
  - 「SAILING Day 〜フナデ〜」（作曲・編曲）
  - 「どんくさい? Don't cry!!」（作曲）
  - 「NAGA-NAGA-NAGANO」（作曲・編曲）
  - 「未来ノヒカリ」（作曲）

- スライムガールズ
  - 「クエスト 〜今だ!! 最弱の戦士☆〜」（編曲）

- チェリーブロッサム
  - 「常夏スイートラブ」（作曲・編曲）
  - 「虹色サンゴ礁」（作曲）
  - 「未来ノヒカリ -えらいやっちゃ人類-」（作曲）

- トッピング☆ガールズ
  - 「つけ麺☆OMD」（作曲）
  - 「ツケメンに恋してる」（作曲・編曲）
  - 「TSUKEMEN☆最強」（編曲）

- ぴゅあふる
  - 「OHHH☆YEAHHH!!!」（編曲）
  - 「Dive-E」（作曲・編曲）
  - 「シンデレラ」（作曲）

- ポイサン委員会
  - 「納豆☆FOREVER」（編曲）
  - 「ピーマンにんじん☆ロケンロー」（編曲）

- 街角景気☆仮面女子↑
  - 「アベノ☆MIX」（作曲）
  - 「景気イイのだっ!」（作曲）

- me-me
  - 「Ⅰ(あい) ♥(あい) 愛(あい)」（作曲）
  - 「星になるのだっ!」（作曲）

薫と友樹、たまにムック。
- 「マル・マル・モリ・モリ!」（作詞・作曲・編曲）

加藤清史郎
- 「GON GON GON 〜小さな王様」（作曲・編曲）

キャバレゲ
- 「全開キャバ」
- 「キャバダーリン」（編曲）

KIRIMIちゃん.
- 「マジカルKIRIMI!」（作曲・編曲）

Club Prince
- 「Loveドッきゅん♥」（共作曲・編曲）（作曲は宮下昌也と共作）
- 「パーティー野郎」（編曲）
- 「Love&Peace v(^^)v」（共作曲・編曲）（作曲は宮下昌也と共作）
- 「シ♂ゲ♀キ」（編曲）
- 「Grateful Days」（編曲）
- 「Abracadabra」（編曲）
- 「流星物語」（編曲）
- 「パ☆リ☆ラ」（作曲・編曲）（作曲は宮下昌也と共作）
- 「Shake it Now!」（編曲）

小西遼生
- 「バイバイ」（編曲）

ジャニーズ事務所関連
- SMAP
  - 「宮下がつくったうた」（共作曲・共編曲）（作曲は中居正広、宮下昌也、編曲は中居と共作）
  - 「Memory ～June～」（共作詞・共作曲・共編曲）（作詞は中居正広、宮下昌也と共作。作曲、編曲は同上）
  - 「CRAZY FIVE」（共作詞・共作曲・共編曲）（中居正広、宮下昌也と共作）

- 舞祭組
  - 「棚からぼたもち」（共作詞・共作曲・共編曲）（中居正広、宮下昌也と共作）
  - 「てぃーてぃーてぃーてれって てれてぃてぃてぃ ～だれのケツ～」（共作詞・共作曲・共編曲）（中居正広、宮下昌也と共作）
  - 「やっちゃった!!」（共作詞・共作曲・共編曲）（中居正広、宮下昌也と共作）

下田美咲
- 「お手を拝借もういっちょ!」（作曲・編曲）
- 「バースデーソング ～あなたが好きだから祝いたい～」（作曲・編曲）
- 「コールの歌」（作曲・編曲）
- 「ウエディングソング ～結婚とは人生の墓場だと思ってた～」（作曲・編曲）

Juliet
- 「クリスマス☆ベル」（作曲・編曲）
- 「R.I.P」（作曲・編曲）
- 「誓いのうた」（作曲）
- 「シアワセnavi」（共作詞・共作曲）（作詞はMaiko、Hami、宮下昌也、作曲は宮下昌也と共作）

スターダストプロモーション関連
- 香音
  - 「花粉デビルをやっつけろ!」（作詞・作曲・編曲）
  - 「ニコ☆プチスター」（作詞・作曲・編曲）

- 3B junior
  - 「One LOVE」（作詞・作曲）
  - 「ふじっこQQQのテーマ」（作詞・作曲・編曲）
  - 「3部JAPAN応援歌」（作詞・作曲・編曲）
  - 「桃桃 〜ももももーそーももものうち〜」（作詞・作曲・編曲）

- チームしゃちほこ
  - 「愛の地球祭」（作詞）

- ロッカジャポニカ
  - 「わが輩は乙女である」（作詞・作曲）

中島愛
- 「ダジャレのお歌」（編曲）
- 「Shining on」（編曲）
- 「空色ラブレター」（編曲）

hinaco
- 「泣き顔スマイル」（イワツボコーダイと共編曲）

福島和可菜
- 「Hello&Sunshine」（作曲・編曲）

Hotch Potch
- 「Hotch&Potch」（作曲・編曲）

宮本笑里
- 「愛は私の胸の中」（編曲）

吉田仁美
- 「プリキュアたいそう」（作詞・作曲・編曲）

Lead
- 「海」（作曲）

レディオサイエンス
- 「Dancing In The Rain」（編曲）
- 「PiAno×DAnce」（編曲）
- 「Neae Dear」（編曲）

DISH//